# Nabil Layachi

Nabil Layachi (en arabe : نبيل العياشي), né le 17 janvier 1982 à Rabat (Maroc), est un diététicien, nutritionniste, chroniqueur, enseignant et conférencier marocain.
Figure emblématique de la télévision marocaine, il acquiert sa renommée grâce à ses interventions en tant que chroniqueur dans des émissions de nutrition diffusées sur 2M. depuis 2005  En parallèle, il partage son expertise en tant que professeur à l'Université Mohammed VI des Sciences de la Santé de Rabat, se hissant ainsi au rang de diététicien renommé dans le monde arabe, en particulier pour ses précieux conseils liés au jeûne, à l’alimentation traditionnelle marocaine ainsi que chez les enfants. 
Sa notoriété prend une nouvelle dimension en 2016 lorsqu'il est sélectionné par Fouzi Lekjaa pour occuper exclusivement le poste de nutritionniste au sein de la Fédération royale marocaine de football (FRMF). Dans ce rôle, il accompagne les cuisiniers et les joueurs de l'équipe nationale du Maroc, apportant son expertise en nutrition pour optimiser les performances sportives.
En 2017, Nabil Layachi renforce sa visibilité en établissant un partenariat avec la société américaine Forever Living Products. Cette collaboration le propulse davantage sur le devant de la scène, lui permettant de promouvoir les bienfaits de l'Aloe vera non seulement au Maroc mais aussi à l'étranger. Son engagement se concrétise à travers des programmes spéciaux de nutrition, contribuant ainsi à sensibiliser un public plus large sur les avantages d'une alimentation équilibrée et des produits naturels.

## Biographie

### Naissance et études
Né à Rabat, Nabil Layachi effectue son parcours académique à l’IFC de Rabat , à l’Université Ibn Tofail de Kénitra et à l'Université Mohammed VI des Sciences de la Santé, dans sa ville natale. Spécialisé dans l'étude de l'équilibre nutritionnel des vitamines et du fer ainsi que de son impact psychologique sur les étudiants marocains, il se consacre particulièrement à l'exploration de cet aspect dans le contexte des universités de Rabat, Marrakech, Tanger et Kénitra, examinant en détail le bilan alimentaire et les facteurs de risque associés aux habitudes alimentaires. Une de ses contributions notables consiste en une étude anthropométrique comparative du profil alimentaire des étudiants dans ces universités, avant et après la mise en place de mesures correctives.
Parallèlement à ses travaux sur la nutrition, Layachi apporte une contribution significative avec une étude prospective sur la consommation de tabac. Cette recherche explore actuellement les impacts complexes de la consommation de tabac sur l'équilibre calorique et le comportement face au stress chez les étudiants des universités marocaines sélectionnées. Son approche holistique vise à comprendre et à améliorer le bien-être des étudiants universitaires en tenant compte de divers facteurs, de la nutrition aux habitudes de vie.
En 2010, Nabil Layachi obtient une Licence professionnelle en Exploitation durable et valorisation du milieu marin. Deux ans plus tard, il enrichit son parcours académique en obtenant un MASTER spécialisé en Management de qualité, hygiène, sécurité et environnement.
En 2018, son engagement dans le domaine de la nutrition humaine culmine avec l'obtention d'un Doctorat en Sciences et Techniques, consolidant ainsi son expertise et sa contribution à la compréhension des aspects complexes de la nutrition et du bien-être.

### Diététicien de renom au Maroc
Nabil Layachi, depuis 2004, exerce en tant que diététicien vacataire à l’Hôpital universitaire international Cheikh Zaid (HUICZ) et au CHU Ibn Sina (CHU de Rabat), maintenant spécialisé dans la nutrition. Après avoir conclu son engagement à l'HUICZ, il conserve son rôle au CHU de Rabat jusqu'en 2017, marquant ainsi une période significative dans le domaine médical.
Parallèlement à ses fonctions hospitalières, Layachi s'investit activement dans le domaine de l'éducation et de la formation en nutrition. Il a été Enseignant à l'Institut de Formation aux Carrières de Santé de Rabat (IFCS) de 2004 à 2010, partageant son expertise et contribuant au développement des connaissances en diététique. Son engagement s'étend au-delà des institutions académiques, puisqu'il a assumé le rôle d'Ex-Président de l'Association Marocaine de Diététique, soulignant son implication dans la promotion de la nutrition au niveau professionnel.
Depuis 2010, Layachi occupe le poste de Responsable et Enseignant de la filière diététique à l'IHEPS Marrakech, où il joue un rôle essentiel dans la formation des futurs professionnels de la nutrition. Sa contribution éducative s'étend également à l'IHEPS Casablanca, où il partage son savoir-faire avec les étudiants intéressés par la diététique.
En parallèle à ses activités académiques, Nabil Layachi s'illustre en tant qu'Expert nutritionnel. De 2015 à 2017, il occupe le poste d'Expert nutrition de la société Oriflame, avant de continuer son engagement en tant qu'Expert nutrition de la société américaine Forever Living Products à partir de 2017. Cette implication dans le secteur privé témoigne de sa volonté de promouvoir la nutrition dans divers domaines et de partager ses connaissances avec un public plus large.

### Passages télévisées et radio (depuis 2005)
À l'âge de seulement 23 ans, Nabil Layachi fait ses premières apparitions médiatiques en 2005 en tant que chroniqueur, présentant ses émissions de nutrition sur les radios Atlantic Radio et Radio nationale marocaine tout en poursuivant ses études supérieures.
Depuis 2012, il est régulièrement invité dans l'émission Sabahiyat 2M diffusée sur 2M, partageant ses connaissances en nutrition avec les téléspectateurs marocains,.
En mars 2020, Layachi est invité en France dans l'émission "Cafe Show" sur la station de radio Monte Carlo Doualiya, exposant son parcours en tant que diététicien de renom.
Entre 2019 et 2020, l'attention de la presse marocaine se porte sur les conseils alimentaires de Layachi pendant la pandémie de Covid-19, offrant à Layachi une grande visibilité nationale,.
Dans le cadre du mois de Ramadan de 2023, Layachi collabore avec Alia Al Kacimi (Cooking with Alia) pour revisiter quatre recettes emblématiques du mois sacré. La première recette présentée est celle de la Chebakia, une spécialité prisée, cuite au four au lieu de la frire, avec la possibilité d'utiliser des ingrédients biologiques. La deuxième recette revisite le Sellou, une combinaison de graines, d'épices, de farine et de sucre. L'article souligne que certaines personnes peuvent éviter son surplus de beurre et de sucre. Les troisième et quatrième recettes proposent des crêpes et galettes de semoule sans gluten, adaptées aux personnes ayant des intolérances ou des maladies comme la maladie cœliaque.

### Entrée dans la fédération marocaine (depuis 2016)
En 2016, Fouzi Lekjaa recrute Layachi pour renforcer le volet nutritionnel au sein des équipes nationales de football du Maroc au sein de la Fédération royale marocaine de football (FRMF). Son principal but est de surveiller le régime alimentaire des joueurs. Il s'assoit sur le banc de touche avec le personnel médical et administratif.
Ayant pris les rênes de la sélection marocaine dans le domaine de l'alimentation, il souligne l'importance d'un régime alimentaire équilibré pour les athlètes afin de répondre à leurs besoins spécifiques. Selon Layachi, les sportifs nécessitent un régime alimentaire spécifique, prenant en compte les calories ainsi que d'autres composants nutritionnels tels que les vitamines et les sels minéraux. Il souligne la nécessité d'une concentration particulière et d'une attention aux détails, car les besoins énergétiques des sportifs dépendent du type de nourriture consommée en parallèle à l'effort physique quotidien.
Layachi met en garde contre un excès de calories pouvant entraîner une prise de poids chez les sportifs et un déficit calorique pouvant causer une carence énergétique, soulignant l'importance d'ajuster le programme alimentaire en fonction de la diminution de l'intensité des entraînements.
Conseillant aux sportifs de rester vigilants pour éviter une prise de poids, il suggère d'adapter la qualité des aliments tout en réduisant les calories, avec une interdiction des fritures et des sucres. Layachi encourage la consommation abondante de légumes et de fruits en raison de leur contenu en fibres, favorisant la purification du corps et l'élimination des excès de sucres et de graisses.
Il insiste sur l'importance d'éviter les sucres le soir, de privilégier les légumes à ce moment, et de préférer les jus de légumes aux jus de fruits pour renforcer le système immunitaire. Il recommande également une consommation équilibrée de protéines animales et végétales, ainsi que de céréales complètes. En conclusion, il souligne l'importance d'une hydratation adéquate, en particulier en hiver. Ces conseils nutritionnels sont pertinents pour maintenir la santé et le bien-être des sportifs, même en période de confinement.
En avril 2020, pendant la pandémie de Covid-19, Layachi partage des conseils sportifs cruciaux sur les choix nutritionnels à proscrire absolument pendant la période de confinement, à travers une vidéo diffusée sur le site officiel de la FRMF,.
En 2022, il s'envole avec le staff de l'équipe du Maroc au Qatar pour prendre part à l'aventure Coupe du monde 2022 en tant que nutritionniste. En décembre 2022, il est filmé en train de donner des conseils nutritionnels aux footballeurs Zakaria Aboukhlal et Noussair Mazraoui.

## Point de vues et théories

### La viande consommée pendant l'Aïd
Nabil Layachi apporte un éclairage expert sur la consommation de viande pendant l'Aïd al-Adha, la fête du sacrifice au sein de la communauté musulmane. Selon Layachi, les ancêtres avaient l'habitude de consommer de la viande de manière occasionnelle, notamment pendant Aïd al-Adha, où la qualité de la viande était meilleure. Cependant, il souligne que les habitudes alimentaires ont évolué, avec une augmentation de la consommation de viande rouge tout au long de l'année, couplée à une diminution de l'activité physique.
Layachi met en lumière un aspect préoccupant lié à la qualité de la viande, notant que les moutons d'élevage sont souvent confinés pendant plusieurs mois avant l'Aïd, ce qui peut conduire à une détérioration de la qualité nutritionnelle en raison d'une accumulation de graisse. Cette pratique, bien que rentable pour les éleveurs, peut avoir des implications négatives pour les consommateurs.
Le diététicien souligne les avantages nutritionnels de la viande rouge, riche en protéines, fer, vitamines du groupe B et lipides. Cependant, il met en garde contre la consommation excessive de viande rouge, soulignant son lien avec des risques accrus de maladies cardiovasculaires en raison de sa teneur en acides gras saturés.
Layachi aborde également la question de la viande pour les personnes atteintes de certaines conditions de santé. Pour les personnes diabétiques, il recommande de choisir de la viande maigre avec un taux de matières grasses inférieur à 10%. Il conseille également aux personnes présentant des risques cardiovasculaires, telles que les dyslipidémies et l'hypertension, de ne pas abuser de la viande grasse pendant la fête.
En termes de consommation pendant l'Aïd, Layachi encourage la prudence et recommande de s'assurer que la viande est correctement conservée. Il suggère également d'éviter la consommation excessive de graisses et de boissons sucrées, privilégiant des entrées, des accompagnements et beaucoup d'eau. Les salades aux légumes et aux fruits sont recommandées en raison de leur richesse en vitamines et minéraux essentiels.
Pendant la pandémie de Covid-19, Layachi alerte sur les risques de célébrer l'Aïd Al-Adha, soulignant l'importance des mesures sanitaires. Il insiste sur la distanciation sociale, le port du masque et l'utilisation individuelle d'ustensiles. Layachi conseille aux personnes ayant des problèmes de santé de restreindre la consommation d'abats et de supprimer les graisses. Il recommande vivement une consultation préalable avec un professionnel de la santé pour un programme alimentaire adapté avant l'Aïd Al-Adha.

### Point de vue sur le Ramadan

#### Conseils nutritionnels
Nabil Layachi, expert en nutrition, propose des conseils judicieux pour aborder le mois sacré du Ramadan de manière optimale sur le plan nutritionnel,,. Selon lui, ce mois représente une occasion unique pour rééquilibrer le système corporel et éliminer les toxines accumulées. Le jeûne, s'il est pratiqué correctement, peut soulager les fonctions digestives, mais cela nécessite une approche réfléchie.
Layachi souligne l'importance cruciale de maintenir une hydratation adéquate, notamment en consommant 1,5 à 2 litres d'eau après l'Iftar. Il encourage également le choix d'aliments riches en fibres, tels que les salades, les fruits, le pain complet ou à l'orge. En outre, il met en avant l'importance de pratiquer une activité physique adaptée au rythme individuel et de s'éloigner des aliments riches en matières grasses et sucres blancs.

#### ProgrammeDETOX
Pour faciliter le processus de jeûne, Layachi, en collaboration avec Forever Living Products, propose son programme "DETOX", composé de quatre produits spécifiques,. Le premier, "Pulpe d'aloe vera," est formulé avec 96,28% de gel d'aloès, favorisant ainsi le fonctionnement normal du système digestif et renforçant les défenses naturelles grâce aux antioxydants. Le deuxième produit, "Forever Fiber," stimule les fonctions intestinales et améliore le confort digestif avec 5 grammes de fibres solubles par sachet.
Le troisième produit, "Active Pro-B," est un mélange exclusif de ferments lactiques, combinant probiotiques et prébiotiques pour soutenir la flore intestinale et favoriser un bien-être digestif total. Enfin, le quatrième produit, "Ultra Lite," se présente comme un encas sain et savoureux, riche en protéines bénéfiques pour le maintien de la masse musculaire.
En complément, Layachi recommande également "Forever SuperGreens," un mélange exclusif d'antioxydants issus de plus de vingt fruits et légumes soigneusement sélectionnés,. Cette solution, aromatisée à la framboise et à la fraise, offre des nutriments essentiels pour renforcer le système immunitaire, réduire la fatigue (vitamine C), protéger les cellules (vitamine E) et consolider les os (magnésium).
"Forever Supergreens" se distingue par son absence de matières grasses et de sucres ajoutés, avec seulement treize calories par portion. Il s'avère être un compagnon idéal pendant le Ramadan, favorisant la protection cellulaire, le renforcement des défenses naturelles, la récupération musculaire, l'augmentation d'énergie et l'équilibre du pH corporel.

#### Recommandations spéciales, risques, et objectifs
Layachi souligne également l'importance de prendre des précautions spéciales, en particulier pour les personnes âgées et les enfants participant au jeûne pour la première fois. Il recommande de les protéger du soleil pour éviter la déshydratation, en particulier pendant les heures chaudes de la journée. Pour garantir une hydratation adéquate, Layachi encourage ces groupes à boire une quantité suffisante d'eau le soir, lorsque le jeûne est rompu.
En mettant en lumière les risques liés aux comportements alimentaires pendant le Ramadan, Layachi attire l'attention sur le fait que malgré le respect du jeûne, de nombreuses personnes négligent les principes d'une alimentation saine et équilibrée pendant la période nocturne. Il met en garde contre les déséquilibres alimentaires observés lors des Iftar, soulignant les erreurs liées à la surconsommation de nourriture, en particulier celles riches en matières grasses et en sucre, pouvant avoir des effets négatifs sur la santé.
En soulignant l'objectif du Ramadan, Layachi met l'accent sur la détente du corps, en particulier du système digestif, et sur la purification. Il explore la possibilité de traiter l'obésité et de réguler le cholestérol en mobilisant les réserves de graisses pour obtenir de l'énergie, tout en réduisant la tension artérielle et en éliminant les toxines. Layachi préconise la qualité plutôt que la quantité des aliments consommés pendant le Ramadan, recommandant de rompre le jeûne avec de l'eau et des dattes, suivi d'un petit-déjeuner comprenant de l'huile d'olive, du fromage, des œufs et des glucides, tout en évitant les combinaisons inappropriées d'aliments.
Les conseils spécifiques de Layachi incluent la réduction de l'amidon, l'évitement du sel et du sucre pour prévenir la soif, la préférence pour les jus de fruits naturels, et l'importance de manger des légumes non cuits pour favoriser l'élimination des graisses et des sucres. Il recommande de limiter la consommation de friandises, en particulier celles contenant de la friture et du sucre blanc. Layachi propose un rythme alimentaire moins contraignant, suggérant de se contenter du petit-déjeuner et du "Shour," avec des intervalles consacrés aux salades, légumes, viandes et poissons une à deux fois par semaine.
D'autres conseils incluent une hydratation préférentielle la nuit, la pratique d'une activité physique avant ou après l'Iftar, afin d'assurer un Ramadan plus apaisant et plus léger sur tous les plans. Ces éléments ajoutent des nuances aux recommandations nutritionnelles de Layachi, soulignant l'importance d'un équilibre alimentaire et d'une approche réfléchie pendant le Ramadan.

### Autres avis

#### Point de vue sur l'œuf
Selon Nabil Layachi, il est recommandé de ne pas dépasser cinq à six œufs par semaine. Il souligne que la consommation régulière d'œufs, non mélangée à d'autres protéines animales, ne provoque pas une augmentation du taux de cholestérol sanguin. Le maintien de la qualité nutritionnelle de l'œuf dépend de sa conservation appropriée et de sa consommation juste après la cuisson. Layachi appuie également l'implication de la fédération interprofessionnelle du secteur avicole dans la gestion structurée et les contrôles permanents, assurant ainsi la qualité des œufs disponibles sur le marché.
En ce qui concerne les qualités nutritionnelles de l'œuf, Layachi explique que cet aliment de base couvre les besoins en protéines, vitamines et sels minéraux. Le blanc d'œuf est particulièrement riche en protéines de haute valeur biologique, tandis que le jaune est une source d'acides gras, de lipides, de vitamine A et E. Layachi insiste sur l'avantage économique de l'œuf, offrant un apport élevé en protéines à un coût relativement bas par rapport à d'autres sources animales.
Concernant le mythe entourant la relation entre la consommation d'œufs et le taux de cholestérol, Layachi affirme que la consommation régulière d'œufs n'entraîne pas une augmentation du cholestérol sanguin. Il souligne l'importance de l'équilibre alimentaire, recommandant d'éviter de mélanger plusieurs protéines animales dans un même repas. Le diététicien indique que la consommation modérée de cinq à six œufs par semaine ne pose généralement aucun problème de santé pour une personne en bonne santé.
Layachi met en garde contre les risques liés à la conservation inappropriée des œufs, soulignant que l'œuf périmé dégage une odeur et un goût distincts. Il insiste sur la nécessité de conserver les œufs au frais et de les consommer rapidement après la cuisson. Il partage également des méthodes traditionnelles pour évaluer la fraîcheur de l'œuf, comme le test de flottaison. Layachi souligne l'importance des contrôles sanitaires tout au long de la chaîne de production, soulignant que l'implication de la fédération avicole garantit souvent la bonne qualité des œufs sur le marché.
Enfin, en réponse à l'idée de régimes alimentaires basés uniquement sur la consommation d'œufs, Layachi souligne que se baser sur un seul aliment n'est pas bénéfique pour la santé humaine. Il souligne la nécessité d'un équilibre alimentaire complet et déclare que dans la nature, il n'y a pas d'aliment aussi complet que le lait maternel pour les nourrissons.

#### Fatigue de la rentrée
Nabil Layachi avertit : « La rentrée scolaire, après des mois de farniente estival, ramène les enfants sur les bancs d'école. Cette période intense peut induire de mauvaises habitudes alimentaires et un manque de sommeil, entraînant une fatigue persistante et potentiellement une baisse d'immunité. ».
Pour une préparation adéquate de la rentrée, Layachi conseille de ne pas négliger le petit déjeuner, soulignant l'importance d'inclure des éléments tels que les féculents, les glucides rapides, les lipides, et le calcium.
Afin d'éviter les perturbations alimentaires, il recommande de ne pas donner de goûter qui pourrait compromettre le déjeuner, d'encourager une activité physique régulière, et de limiter la consommation de produits tels que les fritures, sucreries, boissons gazeuses, et biscuits industriels.
Privilégier les repas faits maison et intégrer une ration quotidienne de crudité au déjeuner sont également des recommandations de Layachi pour assurer une alimentation équilibrée pendant cette période exigeante.
Layachi met en avant le complément alimentaire "Forever Kids" comme une solution efficace. Ce produit, enrichi en vitamines et minéraux, vise à lutter contre le stress et la fatigue liés au retour à l'école tout en renforçant le système immunitaire, adapté aux enfants à partir de 4 ans jusqu'à la fin de l'adolescence, ainsi qu'aux adultes souffrant de fatigue passagère. La formule comprend plus de 12 vitamines et 2 minéraux essentiels, offrant un soutien optimal pour la vitalité et le développement harmonieux.
Layachi rappelle que "Forever Kids" doit être associé à une hygiène de vie et une alimentation équilibrée pour des résultats optimaux.

## Polémiques
Lors du mois de Ramadan de 2018, Nabil Layachi lance une campagne de boycott à l'encontre de la surconsommation de nourriture au Maroc. Il déclare que le mois de Ramadan est une occasion propice pour les Marocains de se débarrasser des toxines du corps, soulignant que Ramadan n'est pas seulement un mois de consommation excessive de nourriture et de boisson.
Il estime que l'extravagance et le gaspillage ne sont pas acceptables ni d'un point de vue religieux ni d'un point de vue éthique. Il souligne qu'il y a des familles et des individus qui ne trouvent pas de quoi manger pendant le Ramadan, tandis que d'autres gaspillent et se surpassent dans la préparation de leurs repas. Il appelle les Marocains à ne pas jeter de la nourriture dans les poubelles et à réduire leur consommation alimentaire pour se débarrasser du poids excessif. Il insiste sur le fait que le Ramadan est une occasion pour reposer le système digestif et réparer les "dysfonctionnements du corps".
Il considère que l'excès de nourriture et de boisson la nuit pour satisfaire les besoins du corps pendant la journée est une croyance erronée. Il avertit que la surconsommation de sucres et de sel est ce qui entraîne la soif.

## Distinctions
Le 20 décembre 2022, Nabil Layachi, en tant que nutritioniste de l'équipe nationale du Maroc, est honoré par le roi Mohammed VI lors d'une audience présidée au Palais royal de Rabat, avec la présence du prince Hassan III et Moulay Rachid,.